# Кристапор Микаелян
Кристапор Микаелян (на арменски: Քրիստափոր Միքայելյան), известен с псевдонимите Елен (Էլլէն), Топал (Թոփալ) и Едуард (Էդուարդ) е виден арменски политически деец, учител и революционер, основател, лидер и теоретик на партията Дашнакцутюн. Наречен е „бащата на арменската революция“.

## Биография
Кристапор Микаелян е роден в 1859 година в село Верин Агулис. Завършва Александровския институт в Тифлис. От 1880 до 1885 работи като учител в родното си село и в Тифлис. В 1885 година при закриването на арменските училища, Микаелян протестира и пише възванието „Към арменските братя и арменските сестри“.
От началото на 1880-те участва в народническите кръжоци. Влияние му оказват идеите на Рафи (Акоп Мелик-Акопян) и Григорий Арцруни. В 1889 година основава организацията Млада Армения, като изработва програма за обединение на арменските революционни сили в една партия — Съюз на арменските революционери. Микаелян е сред тримата основни организатори на учредителния конгрес на партията Дашнакцутюн в 1890 година заедно със Симон Заварян и Степан Зорян. Микаелян успява да отстрани сериозните идейни разногласия и да обедини арменските революционери в една партия.
Арестуван е от властите и заточен в Кишинев, Бесарабия и оттам заминава за Галац, Румъния, където участва в издаването на вестник „Дрошак“ („Трошак“) и става негов редактор. В 1898 година заминава за Женева, където развива пропаганда по Арменския въпрос. Свързва се с Жан Жорес, Жорж Клемансо, Анатол Франс и пише в издавания от тях в Париж от 1900 година вестник „Про Армения“. В 1902 година в Германия се среща с Август Бебел, и го информира по Арменския въпрос, като Бебел по-късно го поставя като питане на заседание на Райхстага.
В 1904 година лидерът на Вътрешната македоно-одринска революционна организация Борис Сарафов след обиколка на европейските столици прави продължителен престой в Женева, където заедно с Димитър Ляпов усилено контактува с арменския кръжок. Заедно решават да изработят план за терористичен атентат срещу султан Абдул Хамид II. Организирането на атентата е възложено от Женевския център на Микаелян.
| „ | Доста възрастен, малко накуцващ, с брада растеща на свобода — дълга и безформена, Микаелян приличаше повече на евреин, вехтошар и не обръщаше върху си вниманието на хората. Но този невзрачен човeк притежаваше рядко самообладание и вършеше работите си с една методичност, стигаща до педантизъм. | “ |

Микаелян се снабдява с руски паспорт на името Самуил Фаин и заминава за Цариград заедно с две мними негови дъщери – Рубина и Надежда Фаин. Сдобива се от руското посолство с билет за наблюдение на султанския селямлък от дипломатическия павилион и подготвя подробна скица на района и план за действие. Заминава за София, където на Витоша тестват изготвените в бомболеарната на ВМОРО в Сабляр бомби. На 5 март 1905 година една от бомбите избухва преждевременно в ръцете на Врамшапу Киндерян и заедно с него загива и Микаелян. Погребан е тържествено в София, с участието на арменски делегати от Женева и от други градове. Независимо от смъртта на Микаелян подготовката продължава и на 21 юли е извършен неуспешният Йълдъзки атентат.